# Partenija Zografski
Pour les articles homonymes, voir Zografski.
Partenija Zografski (bulgare : Партений Зографски, macédonien : Партенија Зографски), né en 1818 et mort en 1876, était une personnalité religieuse, un philologue et un folkloriste bulgare, figure de la Renaissance nationale bulgare,. Son travail réfère à une langue bulgare qu'il développe, et démontre un esprit bulgare,,. Mais en Macédoine du Nord, il est aussi considéré comme l'un des fondateurs de la langue macédonienne.

## Biographie
Partenija Zografski est né sous le nom de Pavel Vasilkov Trizlovski (Павел Василков Тризловски) à Galitchnik, village alors situé dans l'Empire ottoman et aujourd'hui en Macédoine du Nord. Il a d'abord étudié au monastère Saint-Jean Bigorski avant de s'installer à Ohrid en 1836, où il reçoit l'enseignement de Dimitar Miladinov. Il a également étudié à Thessalonique et Istanbul. Pavel Trizlovski devient ensuite moine au monastère de Zographou du Mont Athos, duquel il tient son nouveau nom de Zograf, puis il poursuit son éducation à Odessa et rejoint le monastère de Căpriana, en Moldavie. Il reçoit également des diplômes des séminaires de Kiev en 1846 et de Moscou en 1850. Il est brièvement prêtre à l'église russe d'Istanbul puis enseigne au monastère de Zographou, à l'école bulgare d'Instanbul et à l'Institut de théologie orthodoxe de Halki.
Le 29 octobre 1859, sur demande de la municipalité bulgare de Koukouch (aujourd'hui en Grèce), le Patriarcat nomme Partenija Zografski métropolite de Doïran, afin de contrer l'expansion de l'Église catholique orientale chez les Bulgares. Partenija Zografski, avec l'aide des autorités locales, établit des écoles bulgares et favorise l'usage du slavon dans la liturgie. En 1861, il est toutefois poursuivit par l'Église grecque orthodoxe, mais il est acquitté en 1863. En 1867, il devient métropolite de Nichava, près de Pirot (aujourd'hui en Serbie), où il s'oppose à la propagande serbe en favorisant l'éducation dans des écoles bulgares. Il démissionne en 1874, deux ans avant sa mort. 
À côté de ses activités religieuses, Partenija Zografski était aussi un homme de lettres. Il a notamment écrit pour le périodique Livres Bulgareset les journaux Makedonia, Savetnik et Tsarigradski Vestnik. Il a également soutenu l'introduction d'éléments des dialectes bulgares occidentaux dans la langue littéraire bulgare. En 1857, il a publié une Histoire Sainte concise de l'Ancien et du Nouveau Testaments. L'année suivante, il a aussi publié un ouvrage sur l'éducation élémentaire des enfants.
Partenija Zografski est mort à Istanbul le 7 février 1876 et il y est enterré dans l'église bulgare Saint-Étienne.